# Odontia novae-zelandiae
Odontia novae-zelandiae är en svampart som beskrevs av G. Cunn. 1959. Odontia novae-zelandiae ingår i släktet Odontia och familjen Meruliaceae.   Inga underarter finns listade i Catalogue of Life.